# Campionati africani di atletica leggera 2014 - Staffetta 4×100 metri maschile
La staffetta 4×100 metri maschile ai Campionati africani di atletica leggera di Marrakech 2014 si è svolta l'11 e 12 agosto 2014 allo Stade de Marrakech in Marocco.

## Podio
| Oro     | Nigeria Ogho-Oghene Egwero Monzavous Edwards Obinna Metu Mark Jelks Divine Oduduru Seye Ogunlewe |
| Argento | Ghana Daniel Gyasi Solomon Afful Emmanuel Dassor Tim Abeyie                                      |
| Bronzo  | Algeria Mahmoud Hammoudi Ali Bouguesba Skander Djamil Athmani Soufiane Bouhadda                  |

## Programma
| Data           | Ora | Turno    |
| -------------- | --- | -------- |
| 11 agosto 2014 |     | Batterie |
| 12 agosto 2014 |     | Finale   |

## Risultati

### Batterie
Qualificazione: le prime 3 squadre nazionali di ogni batteria (Q) e le due più veloci delle escluse (q) si qualificano in finale.
| Class | Gruppo | Nazione        | Atletei                                                                    | Tempo | Note   |
| ----- | ------ | -------------- | -------------------------------------------------------------------------- | ----- | ------ |
| 1     | 1      | Nigeria        | Divine Oduduru, Monzavous Edwards, Obinna Metu, Seye Ogunlewe              | 39.51 | Q      |
| 2     | 1      | Ghana          | Daniel Gyasi, Solomon Afful, Emmanuel Dassor, Tim Abeyie                   | 39"64 | Q      |
| 3     | 2      | Algeria        | Mahmoud Hammoudi, Ali Bouguesba, Skander Djamil Athmani, Soufiane Bouhadda | 40"43 | Q      |
| 4     | 2      | Kenya          | Stephen Barasa, Solomon Buoga, Tony Chirchir, Walter Moenga                | 40"58 | Q      |
| 5     | 2      | Senegal        | Mamadou Gueye, Moulaye Sonko, Moussa Dembélé, Daouda Diagne                | 40"95 | Q      |
| 6     | 1      | Camerun        | Jean Tarcisus Batambock, Emmanuel Fortsi, Armand Tsoaoule, Idrissa Adam    | 41"06 | Q      |
| 7     | 2      | Angola         | Mauro Gaspar, Osvaldo Alexandre, Prisca Baltazar, Kevin Oliveira           | 41"30 | q      |
| 8     | 1      | Seychelles     | Dylan Sicobo, Ned Azemia, Neddy Marie, Leeroy Henriette                    | 41"86 | q      |
|       | 2      | Sudafrica      | Henricho Bruintjies, Simon Magakwe, Akani Simbine, Ncincihli Titi          | dq    | R170.7 |
|       | 1      | Costa d'Avorio |                                                                            | dns   |        |
|       | 1      | Mali           |                                                                            | dns   |        |
|       | 1      | Marocco        |                                                                            | dns   |        |
|       | 2      | Etiopia        |                                                                            | dns   |        |
|       | 2      | Rep. del Congo |                                                                            | dns   |        |

### Finale
| Class   | Corsia | Nazione    | Atleti                                                                     | Tempo | Note             |
| ------- | ------ | ---------- | -------------------------------------------------------------------------- | ----- | ---------------- |
| Oro     | 4      | Nigeria    | Ogho-Oghene Egwero, Monzavous Edwards, Obinna Metu, Mark Jelks             | 38"80 |                  |
| Argento | 6      | Ghana      | Daniel Gyasi, Solomon Afful, Emmanuel Dassor, Tim Abeyie                   | 39"28 |                  |
| Bronzo  | 5      | Algeria    | Mahmoud Hammoudi, Ali Bouguesba, Skander Djamil Athmani, Soufiane Bouhadda | 39"89 | Record nazionale |
| 4       | 3      | Kenya      | Stephen Barasa, Solomon Buoga, Tony Chirchir, Walter Moenga                | 40"10 |                  |
| 5       | 1      | Angola     | Mauro Gaspar, Osvaldo Alexandre, Prisca Baltazar, Kevin Oliveira           | 40"41 | Record nazionale |
| 5       | 8      | Camerun    | Armand Tsoaoule, Jean Tarcisus Batambock, Pierre Paul Bissek, Idrissa Adam | 40"42 |                  |
| 7       | 7      | Senegal    | Moussa Dembélé, Amadou Ndiaye, Daouda Diagne, Moulaye Sonko                | 40"50 |                  |
|         | 2      | Seychelles |                                                                            | dns   |                  |